# Есмералда (балет)
Вижте пояснителната страница за други значения на Есмералда.
Есмералда (фр. La Esmeraldа) е класически балет в три действия и 5 картини, по хореография на Жул Перо и музика на Цезар Пуни. Либретото е вдъхновено от романа „Парижката Света Богородица“ на Виктор Юго. 
Балетът е поставен за пръв път на сцената на Театъра на Нейно Величество в Лондон на 9 март 1844 г. В ролите са Карлота Гризи (Есмералда), Жул Перо (Гренгоар), Артур Сен-Леон (Феб), Аделаид Фраси (Фльор де Лис) и Антоан Луи Кулон (Квазимодо).
Балетът е поставян на множество сцени, след които Ла Скала (с Фани Елслер), Мариинският театър в Санкт Петербург (1849, хор. Мариус Петипа) и Болшой театър в Москва (1850 г.). Днес се поставя в неговата цялост само в Русия, Източна Европа и Ню Джързи, САЩ (постановка на Ню Джързи Балет от 2004 г.) Повечето западноевропейски балетни трупи играят само па-дьо-дьо и pas-de-six. Често се поставя и па-дьо-дьо на Диана и Актеон, което погрешно се счита за добавка на Петипа.

## Сюжет
Поетът Пиер Гренгоар попада в парижкия „Двор на чудесата“ – приют на скитници и крадци. Красивата циганка Есмералда му помага да се спаси, като обещава да му стане съпруга. Есмералда, обаче, е и обект на чувствата на архидякона на Парижката Света Богородица – Клод Фроло, който заповядва на гърбавия звънар Квазимодо да отвлече момичето. За щастие Есмералда е спасена от кралските стрелци, предвождани от красивия капитан Феб де Шатопер. Феб смята да накаже сурово Квазимодо, но Есмералда се застъпва и той е освободен. Този жест трогва гърбушкото и той също се влюбва в момичето. Феб, от своя страна, е силно привлечен от Есмералда и ѝ подарява шал, даден му годеницата му Фльор де Лис. Есмералда се влюбва във Феб и прогонва Пиер Гренгоар.
На следващия ден е сватбата на Феб и Фльор, на която Есмералда е канена да танцува и весели гостите. Тя носи шала, който Фльор разпознава и вбесена от изневярата на годеника си, разваля сватбата. Феб и Есмералда си тръгват. Обзет от смъртоносна ревност, архидяконът Фроло ги следва и намушква Феб с нож, откраднат от стаята на Есмералда. Есмералда е арестувана и осъдена на смърт за покушението, но Феб оцелява и доказва невинността ѝ, точно преди да я качат на бесилото. Клод прави последен опит да убие влюбените, но е убит от Квазимодо. Феб и Есмералда са щастливо оженени.

## Постановки
- Жул Перо - за Руския имперски балет, Санкт Петербург, 2 януари 1849. Постановката е специално за балерината Фани Елслер. Пуни ревизира оригиналната си партитура.[1]
- Мариус Петипа - за Имперския балет, в четири действия и пет картини, 17 декември 1866. Постановката е специално за балерината Вирджиния Зуки, с музикални допълнения на Рикардо Дриго (вкл. Pas de six за Зуки).[1] Петипа добавя през 1866 г. па-дьо-дьо за Клаудина Кучи, което придобива популярност като Pas Cucchi по музика на Пуни), през 1871 г. - Pas de six за Евгения Соколова по музика на Юли Гербер), и през 1872 г. - Pas de cinq за Адел Гранцоу по неизвестна музика.
- Мариус Петипа за Имперския балет, в четири действия и пет картини, Санкт Петербург, 21 ноември 1899 г. Постановката е специално за примабалерина асолута Матилда Кшесинская.
- Агрипина Ваганова за Кировския балет в три действия, Ленинград, 3 април 1835 г. Постановката е специално за Татяна Вечеслова. Ваганова добавя Pas d'action за Галина Уланова and Вактанг Чабукяни, като заема от Pas de Diane от балета Цар Кандавъл на Петипа и музика на Пуни и Дриго. Тази вариация е известна днес като Па-дьо-дьо на Диана и Актеон.
- Пьотр Гусев за Кировския балет, в три действия, Ленинград, 1949 г.
- Юри Бурлака и Василий Медведев за Болшой театър, 2009 г. Постановката е тази на Петипа от 1899 г.[3] The complete list of numbers is provided by Naughton.[4]

По същия сюжет е и балетът „Парижката Света Богородица“ на Морис Жар.